# Walt Disney Studios
The Walt Disney Studios — американская развлекательная компания и главное подразделение компании Disney Entertainment. Подразделение находится в Глендейл, штат Калифорния.
Walt Disney Studios включает в себя известные киностудии, такие как: Walt Disney Pictures, Walt Disney Animation Studios, Disneynature, Pixar, Marvel Studios, Lucasfilm, 20th Century Studios (Searchlight Pictures).
Walt Disney Studios Motion Pictures распространяет и продаёт кинопродукцию, произведённую этими студиями, как для кинотеатров, так и для стриминговых сервисов. В 2019 году мировые кассовые сборы Disney поставили рекорд в 13,2 миллиарда долларов. Студия выпустила шесть из десяти самых кассовых фильмов и две самые кассовые франшизы за всё время.
Является членом американской ассоциации кинокомпаний.

## Предыстория
В 1934 году Walt Disney Productions начала производство своего первого полнометражного анимационного фильма «Белоснежка и семь гномов», премьера которого состоялась в декабре 1937 года. К 1939 году мультфильм стал самым прибыльным фильмом того времени.
В 1940-х годах Дисней начал экспериментировать с полнометражными игровыми фильмами, совмещая живые съёмки и мультипликацию, представив зрителям такие фильмы как «Несговорчивый дракон» (1941) и «Песня Юга» (1946).
В том же десятилетии студия начала выпускать документальные фильмы о природе, выпустив фильм «Остров тюленей» (1948), и получивший впоследствии премию Оскар в категории «Лучший игровой короткометражный фильм».
В 1950 году Walt Disney Productions выпустила свой первый полнометражный игровой фильм «Остров сокровищ», который компания Дисней считала официальной концепцией того, что в итоге станет современной Walt Disney Pictures. К 1953 году компания разорвала свои соглашения со сторонними дистрибьюторами RKO Radio Pictures и United Artists и создала собственную дистрибьюторскую компанию Buena Vista Distribution.
В 1959 году Disney Productions приобрела ранчо Golden Oak Ranch для производства художественных фильмов и телесериалов.

## История

### 1980-е
Кинокомпания Walt Disney Productions была переименована в апреле 1983 года в Walt Disney Pictures. В феврале 1984 года руководитель Disney Рон Миллер основал Touchstone Films как лейбл для фильмов с PG-рейтингом, под которым, как ожидалось, будет выпущена половина из всех фильмов Диснея, выпущенных за год. В 1989 году была создана Hollywood Pictures.

### 1990-е
В 1992 году Walt Disney Studios согласилась профинансировать продюсерскую компанию Caravan Pictures, в связи с уходом председателя 20th Century Fox Джо Рота.
В 1993 году Miramax Films была куплена Disney за 60 миллионов долларов.
Президент Walt Disney Pictures и Touchstone Pictures Дэвид Хоберман был назначен председателем Джеффри Катценбергом на должность руководителя Walt Disney Studios в апреле 1994 года,
24 августа 1994 года после отставки Катценберга, Walt Disney Studios была реорганизована путём создания новой телегруппы. Ричард Франк стал главой недавно созданной компании Walt Disney Television and Telecommunications (WDTT). Рот перешёл из Caravan Pictures, чтобы возглавить оставшуюся Walt Disney Studios в качестве председателя.
Дэвид Хоберман ушёл с поста президента в январе 1995 года, чтобы заключить пятилетний контракт на создание нескольких фильмов для своей продюсерской компании Mandeville Films.
Джо Рот был назначен председателем Walt Disney Studios в 1996 году.
В апреле 1996 года в связи с продолжающимся слиянием компаний Disney-ABC и отставки её президента, подразделения WDTT были переведены в Walt Disney Studios и ABC. В Walt Disney Studios вернулись подразделения Walt Disney Television, Disney Television Animation, Touchstone Television и Buena Vista Home Entertainment.
В 1998 году Джо Ротом была сформирована Buena Vista Motion Pictures Group, которая объединила киностудии Disney, Touchstone и Hollywood под руководством Дэвида Фогеля. Это было сделано для того, чтобы централизовать различные производственные подразделения и сделать производство фильмов более прибыльным. В августе 1998 года соучредитель Caravan Роджер Бирнбаум, ушёл чтобы основать свою компанию Spyglass Entertainment.
В январе 1999 года Питер Шнайдер был назначен президентом студии. В июле Walt Disney Television и Buena Vista Television Productions, были переведены из Walt Disney Studios в ABC Television Network.

### 2000-е
В январе 2000 года Джо Рот покинул студию, чтобы основать свою собственную продюсерскую компанию, а Шнайдер перешёл на должность председателя компании.
Шнайдер покинул Walt Disney Studios в июне 2001 года, чтобы основать собственную продюсерскую компанию, частично финансируемую Disney.
В феврале 2002 года Дик Кук был назначен председателем студии.
В январе 2003 года Disney инициировала реорганизацию своих анимационных подразделений для улучшения использования ресурсов. Walt Disney Feature Animation (без Walt Disney Television Animation и Buena Vista Theatrical Worldwide) присоединилась к Walt Disney Studios. В 2003 году студия установила мировой рекорд кассовых сборов в 3 миллиарда долларов.
В январе 2006 года The Walt Disney Company объявила о приобретении лидера в области компьютерной анимации Pixar Animation. Сделка была заключена в мае 2006 года. Исполнительный директор Pixar Эд Катмулл стал президентом анимационных студий Pixar и Disney, а исполнительный вице-президент Pixar Джон Лассетер занял должность креативного директора, а также участвовал в разработке новых аттракционов в тематических парках Disney. В июле 2006 года для сокращения затрат, Disney объявила об изменении своей стратегии по выпуску большего количества фильмов под брендом Disney (например, Walt Disney Pictures) и меньшего количества фильмов Touchstone. В итоге штат сотрудников сократился примерно на 650 должностей по всему миру.
В апреле 2007 года Disney объявила о закрытие бренд Buena Vista. Buena Vista Motion Pictures Group и Buena Vista Pictures Distribution были переименованы в Walt Disney Motion Pictures Group и Walt Disney Studios Motion Pictures соответственно. Hollywood Pictures закрылась в том же году. В июле 2007 года генеральный директор Disney Боб Айгер запретил показ курения и табачных изделий в фильмах компаний Walt Disney Pictures, Touchstone и Miramax.
В апреле 2008 года студия объявила о создании Disneynature для производства фильмов о природе.
9 февраля 2009 года Dreamworks Studios заключила семилетнее соглашение о распространении 30 фильмов с лейблом Touchstone Pictures студии, начиная с 2011 года. Сделка также включала в себя финансирование производства между Disney и DreamWorks. В конце 2009 года Miramax Films была присоединена к Walt Disney Studios (до её продажи в 2010 году Filmyard Holdings).
18 сентября 2009 года Дик Кук был вытеснен с поста председателя после того, как якобы его попросил об этом Боб Айгер за сопротивление изменениям, которые Айгер считал необходимыми, а также за плохие результаты прошлого года. 5 октября 2009 года его сменил президент Disney Channels Worldwide Рич Росс.
В декабре 2009 года The Walt Disney Company завершила приобретение Marvel Entertainment за 4,2 миллиарда долларов.

### 2010-е
В октябре 2010 года Disney заключила сделку с Paramount Pictures о передаче прав на распространение и маркетинга фильмов Marvel «Мстители» и «Железный человек 3».
В июле 2013 года Disney приобрела все права на распространение фильмов «Железный человек», «Железный человек 2», «Тор», «Первый мститель», ранее принадлежавшие Paramount Pictures. В декабре того же года у Paramount Pictures приобрели права на распространение и маркетинг будущих фильмов об Индиане Джонсе.
В августе 2015 года Marvel Studios была интегрирована в Walt Disney Studios.
19 декабря 2016 года Walt Disney Studios стала первой крупной студией, собравшая 7 миллиардов долларов в мировом прокате благодаря фильмам «Книга джунглей», «В поисках Дори», «Первый мститель: Противостояние» и «Изгой-один. Звёздные войны: Истории». Это превосходит рекорд Universal Pictures от 2015 года с 6,89 миллиардами долларов. Четыре фильма собрали более 1 миллиарда долларов. За все время существования двух студий (Pixar и Marvel Studios) их доходный оборот превысил 10 миллиардов долларов.
В декабре 2017 года Disney объявила о планах покупки 21st Century Fox за 52,4 миллиарда долларов. После приобретения 21st Century Fox, киностудии Fox Entertainment Group (включая 20th Century Fox, Fox Searchlight Pictures, Fox 2000 Pictures, 20th Century Fox Animation, Blue Sky Studios и Fox Family) стали входить в Walt Disney Studios. 21 марта 2019 года Disney объявила, что лейбл Fox 2000 будет закрыт к концу года после выпуска своих фильмов. Компания 20th Century Fox Animation также была переведена на прямое подчинение председателю Хорну. Компания 20th Century Fox и связанные с ней студии сохранят свою штаб-квартиру в Сенчури-Сити из-за семилетнего договора аренды с Fox Corporation.
В августе 2019 года Disney стала первой студией, пять фильмов которой собрали более 1 миллиарда долларов в мировом прокате за один год. Walt Disney Studios стала первой крупной студией, которая достигла 10 миллиардов долларов по кассовым сборам в декабре 2019 года, побив предыдущий рекорд в 2016 году. К концу 2019 году студия заработала 13,2 миллиарда долларов в общемировом прокате. Disney добился этого благодаря фильмам «Мстители: Финал», «Король Лев», «Капитан Марвел», «История игрушек 4», «Аладдин», «Холодное сердце 2», собравшим в прокате более 1 миллиарда долларов.

## Структура компании
| Производство фильмов | Disney Music Group | Disney Theatrical Group | Walt Disney Studios Operations |
| --- | --- | --- | --- |
| Киностудии - Walt Disney Pictures - Disneynature - Marvel Studios - Lucasfilm - Industrial Light & Magic - Skywalker Sound - 20th Century Studios - 20th Digital Studio - 20th Century Family - Searchlight Pictures Анимационные студии - Walt Disney Animation Studios - Pixar Animation Studios - 20th Century Animation - Marvel Studios Animation Дистрибьюция - Walt Disney Studios Motion Pictures - Buena Vista International - Star Distribution | - Walt Disney Records - Hollywood Records - Disney Music Publishing - Disney Concerts - Buena Vista Records - RMI Recordings | - Disney Theatrical Productions - Buena Vista Theatrical - Disney Theatrical Licensing - Disney Live Family Entertainment (DLFE) - Disney on Ice - Disney Live! - Walt Disney Special Events Group | - Disney Studio Production Services - Walt Disney Studios - Golden Oak Ranch - The Prospect Studios - Disney Studios Australia - KABC7 Studio B - Disney Digital Studio Services |

### Бывшие студии
- Walt Disney Studios Home Entertainment (1978—2018) (переход к Disney Platform Distribution)
- Walt Disney Television (1983—1994)
- Touchstone Pictures (1984—2010)
- Skellington Productions (1986—1996)
- Blue Sky Studios (1987-2021) (упразднена)
- Hollywood Pictures (1989—2001, 2006—2007) (создана для фильмов ориентированных для взрослых; затем на короткое время возродилась как лейбл для низкобюджетных фильмов; ныне закрыта)
- Caravan Pictures (1992—1999)
- Miramax Films (1993—2010)
  - Dimension Films (1993—2005)
- Fox 2000 Pictures (1994—2020)
- Buena Vista Motion Pictures Group/Walt Disney Motion Pictures Group (1998—2006)
- DisneyToon Studios (2003—2018)
- Disney Circle 7 Animation (2004—2006)
- ImageMovers Digital (2007—2010)
- Touchstone Television (переход к Walt Disney Television and Telecommunications; затем переименована в ABC Signature)